# Бурхард Маухарт
Бурхард Давид Маухарт (19 квітня 1696 – 11 квітня 1751) був професором анатомії та хірургії в Тюбінґенському університеті, Німеччина, і піонером у галузі офтальмології. У 1748 році він став одним із перших, хто задокументував розлад очей, який тепер відомий як кератоконус. Його роботи, що збереглися, тепер можна знайти у формі тез його учнів.
Він отримав свій ступінь ліценціата медицини 1722 року в Тюбінгенському університеті. Маухарт також навчався протягом двох років у Парижі з 1718 по 1720 рік у окуліста Вулгауса.

## Зовнішні посилання
- Бурхард Маухарт(англ.) у проєкті «Математична генеалогія».